# Garou
Pierre Garand (Sherbrooke, Quebec, Cánada el 26 de junio de 1972) es más conocido por su sobrenombre de Garou (un diminutivo de su apellido).
Su potente y personal voz rasgada le han convertido en poco tiempo en uno de los artistas más importantes del panorama musical francófono, no sólo en su Quebec natal, sino en países como Francia, Bélgica, Suiza, Polonia,  República Checa, Ucrania o Rusia. Canta tanto en francés como en inglés.

## Biografía
Comienza a tocar la guitarra a la temprana edad de 3 años, animado por su padre, guitarrista de rock en su época. En su adolescencia fue guitarrista en un grupo de su colegio. Luego de terminar sus estudios secundarios, hizo el servicio militar, donde ejerció como trompetista. 
En 1992, comenzó a tocar en bares. En 1995 creó, con algunos músicos, el grupo The Untouchables.
En 1997, mientras cantaba blues en un bar de Sherbrooke, fue descubierto el afamado compositor Luc Plamondon, proponiéndole para el papel de Quasimodo en el musical Notre-Dame de Paris, personaje que interpretó durante tres años. Del musical se realizaron más de 100 representaciones entre Montreal, París y Londres. La obra fue aclamada por la crítica y el público, y recibió numerosos premios. Este papel le convirtió en una estrella en Francia, catapultando su carrera como cantante.
En 2000, aprovechando la notoriedad que había conseguido, se lanzó en su carrera en solitario con el disco Seul, donde contó con un repertorio cuidadosamente seleccionado; bajo la autoría de Luc Plamondon en la mayoría de los temas; y la presencia de productores de renombre, como David Foster, Walter Afanasieff, Aldo Nova y Humberto Gatica. El álbum consiguió un enorme éxito en el mercado francófono, alcanzando la certificación de triple platino en Canadá (más de 300.000) y la de doble diamante en Francia (más de 2.000.000). Al año siguiente, realizó una gira por Canadá y Europa, de la cual surgió el álbum en directo Seul... Avec Vous, que recoge los mejores temas de su primer álbum, más varias canciones de Notre-Dame de Paris, así como temas favoritos del cantante como You Can Leave Your Hat On o La Bohème.
En 2003 apareció su segundo disco de estudio Reviens; con un sonido más acústico; y rodeado de nuevo por grandes compositores como Jean-Jacques Goldman, Erick Benzi, Jacques Veneruso y Luc Plamondon. Posteriormente se lanzó una reedición del álbum, que incluye el exitoso dúo con Michel Sardou La Rivière de Notre Enfance.
Fue necesario esperar hasta 2006 para que ver el lanzamiento de su tercer álbum, de título epónimo, en el que se reafirmó como una de las voces masculinas más importantes y cautivadoras del panorama actual de la música francófona, con unas ventas totales superiores a los 5 millones de ejemplares. La idea conceptual del álbum, creada por el propio Garou de su afición a coleccionar relojes, se basa en el tiempo. De ahí el diseño del libreto y que los temas incluidos sean doce. Desafortunadamente, Garou no consiguió el éxito en ventas esperado.
En mayo de 2008 salió a la venta un nuevo disco, el primero de su carrera en inglés, titulado Piece of My Soul, cuyo sencillo de presentación fue Stand Up. El álbum incluye una versión del tema First Day of My Life, popularizado por Melanie C, y fue producido por Peer Astrom y Vito Luprano, entre otros.
A finales de 2009 Garou presentó su quinto disco de estudio, un álbum de versiones de famosos temas de diferentes épocas y estilos, tanto en inglés como en francés. En Gentleman Cambrioleur podemos encontrar canciones de Frank Sinatra (I Love Paris), Charles Aznavour (À Ma Fille), U2 (New Year's Day), Rod Stewart (Da Ya Think I'm Sexy), Leonard Cohen (Everybody Knows) o Madonna (Sorry), entre otros. El cantante eligió personalmente la selección de temas y los convirtió a un estilo crooner jazzístico. El título del álbum, y tema de presentación, Gentleman Cambrioleur (traducido como "caballero ladrón") viene a referirse a la idea de robar canciones de otros para llevarlas a un nuevo estilo musical. Este fue el primer trabajo del artista bajo el sello de su propia compañía de gerencia, Wolfgang Entertainment. Se convirtió en su primer disco que no entra en el Top 5 de Francia, alcanzando un modesto puesto 35.
En 2010 el artista canadiense regresó al panorama musical con su sexto disco de estudio: Version Intégrale, convirtiéndose en un éxito del Top 40 en Francia. Con el tema de presentación J'Avais Besoin d'Être Là, Garou realizó una pequeña gira por Francia y Europa del Este. En ese mismo año, interpreta la canción Un peu plus haut, un peu plus loin en la inauguración de los XXI Juegos Olímpicos de Invierno, en Vancouver.
En 2011 fue elegido para el papel de Zark, en el musical Zarkana del Cirque du Soleil, estrenándose en el Radio City Music Hall de Nueva York.
En el año 2025, lanza Un meilleur lendemain, el primer disco con canciones escritas íntegramente por Garou.

## Vida privada
De su relación con la modelo sueca, Ulrika Jonsson, nació Émelie el 7 de julio del 2001.
De 2007 a 2010, mantuvo una relación con la cantante canadiense Lorie.
Desde 2013 mantiene una relación con Stéphanie Fournier, una modelo canadiense.

## Discografía

### Álbumes
- 2000 Seul
- 2001 Seul... avec vous
- 2003 Reviens
- 2006 Garou
- 2008 Piece of My Soul
- 2009 Gentleman Cambrioleur
- 2010 Version intégrale
- 2012 Rhythm and Blues
- 2013 Au milieu de ma vie
- 2014 It's Magic
- 2019 Soul City
- 2022 Garou joue Dassin
- 2025 Un meilleur lendemain

### Duos en sus álbumes
- 2000 "Sous le vent", con Céline Dion (Seul)
- 2003 "Le sucre et le sel", con Suzie Villeneuve (Reviens)
- 2009 "Aimer d'amour" (versión de Boule Noire), con Lorie (Gentleman cambrioleur)
- 2010 "Mise à jour", con Lorène Devienne (Version intégrale)
- 2013 "Du vent des mots", con Charlotte Cardin (Au milieu de ma vie)
- 2014 "Petit Garçon", con Ryan (It's Magic!)
- 2014 "Happy Xmas", con Trudy (It's Magic!)
- 2014 "All I Want for Christmas is You", con Claire Keim (It's Magic!)
- 2019 "Money", con Aloe Blacc (Soul City)
- 2019 "Ain't No mountain High Enough", con Maerie-Mai (Soul City)
- 2022 "Les plus belles années de ma vie", con Robert Charlebois (Garou joue Dassin)

### Participaciones
- 1998 Notre-Dame de Paris (espectáculo musical)
- 1999 Notre-Dame de Paris Live Intégrale (album en vivo)
- 2000 Notre-Dame de Paris (DVD del espectáculo musical)
- 2004 "La Rivière de notre enfance", del album de Michel Sardou Du plaisir
- 2004 "Dust in the wind", del album de Wiliam Joseph, Within [Garou en la voz y Wiliam Joseph al piano]
- 2004 "Les trois fils au vieux Maltais", del album recopilatorio Un Dimarche à Kyoto
- 2005 "Tu es comme ça", del album de Marilou La Fille, qui chante
- 2008 "Play", del album de Lorie, 2lor en moi? [coros]
- 2009 Bijoux de famille, album de Jean-Pierre Ferland
- 2012 "Le ciel est noir", con Nana Mouskouri, del album Nana & Friends
- 2013 "La Belle et la Bête", con Camille Lou, del album recopilatorio We Love Disney en su versión francesa
- 2013 Forever Gentlemen, album de estudio con versiones de varios autores
- 2013 "Tous Ensemble (All for Love)", con Bryan Adams y Roch Voisine, de la BSO de la película Il était une fois les boys
- 2015 "Le fantôme du musée", del cuento musical Martin & les fées
- 2018 "Viser plus haut", de la BSO de la película La course des Tuques
- 2019 "Un peu de nous", del album de Yama Laurent Yama Laurent
- 2021 "Les deux guitares", del album de Dany Brillant Dany Brillant Chante Aznavour
- 2021 "Noël des enfants/Happy Xmas", con Cœur de Pirate, Pierre Lapointe y Marc Dupré, del album recopilatorio Les tubes de Nöel
- 2022 "Peut-être qu'un jour", con Delia Lucia, del album Corsu Mezu Mezu 2
- 2023 "Nos futurs", del album de Ycare Nos Futurs

## Videografía
- 2002 Live à Bercy [concierto en el Palais Omnisports de Paris-Bercy, 20 y 21 de marzo de 2002]
- 2005 Routes [concierto en el Forest National/Vorst Nationaal de Bruselas, octubre 2004]

## Premios discográficos
- 1 Disco de Diamante
- 15 Discos de Platino
- 8 Discos de Oro

## Filmografía
- 2008 L'Amour aller-retour, film de Éric Civanyan (TF1)
- 2013 Epic: el mundo secreto (film de animación, realizado por Chris Wedge) (es la voz de Nim Galuu en la versión francesa y canadiense)